# Meibomeus cordoba
Meibomeus cordoba is een keversoort uit de familie bladkevers (Chrysomelidae). De wetenschappelijke naam van de soort werd in 2005 gepubliceerd door Pinto, Reibero-Costa & Teran.